# Marueta (Amazonas)
Pour les articles homonymes, voir Marueta.
Marueta est la capitale de la paroisse civile de Bajo Ventuari dans la municipalité de Manapiare dans l'État d'Amazonas au Venezuela au confluent des ríos Parú et Marueta.